# Beccarinda minima
Beccarinda minima är en tvåhjärtbladig växtart som beskrevs av K.Y. Pan. Beccarinda minima ingår i släktet Beccarinda och familjen Gesneriaceae. Inga underarter finns listade i Catalogue of Life.